# Zapalnik VT

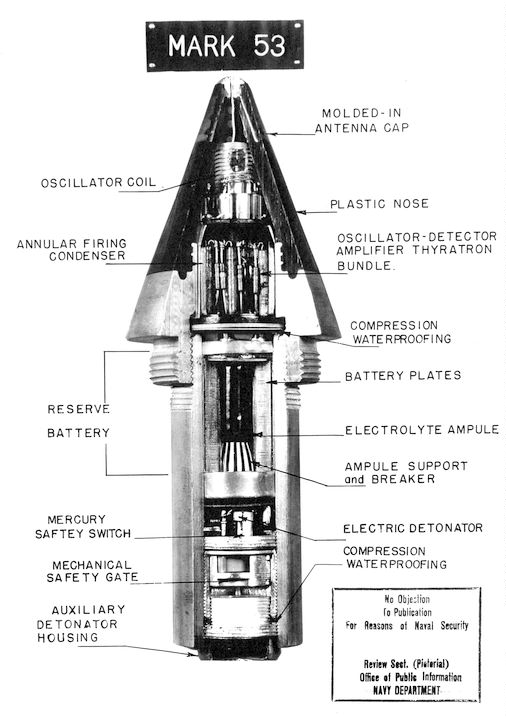
Zapalnik VT

Zapalnik VT – opracowany na początku lat 40. XX wieku amerykański zapalnik zbliżeniowy pocisków przeciwlotniczych. Akronim VT (Variable Time) został wprowadzony ze względu na potrzebę zachowania w tajemnicy rzeczywistego sposobu działania zapalnika. Zapalnik VT był w rzeczywistości umieszczanym w nosie pocisku niewielkim radarem emitującym w sposób stały wiązkę, która po odbiciu się od celu zakłócała pulsującą falę podążającą wciąż na zewnątrz, wywołując zakłócenie wystarczające do uaktywnienia wzmacniającego ją układu wyzwalającego eksplozję.
Oparty na efekcie Dopplera mechanizm działania zapalnika możliwy był do opracowania już w styczniu 1941 roku, jednak dopiero do czerwca tego roku, udało się opracować go w sposób wystarczająco wytrzymały i niezawodny. Pierwsze testowe odpalenie z sukcesem zapalnika nastąpiło w czerwcu 1941 roku, zaś jego produkcja została uruchomiona w listopadzie 1942 roku. Pierwsze użycie bojowe zapalnika VT miało miejsce 4 stycznie 1943 roku z pokładu krążownika przeciwlotniczego USS „Helena” (CL-50). Zapalniki tego typu z sukcesem używane były w działach 127 mm L/38, stanowiąc najskuteczniejszą broń przeciw atakom samolotów kamikaze.